# Мусонні дощові ліси Південного Тайваню
Мусонні дощові ліси Південного Тайваню (ідентифікатор WWF: IM0172) — індомалайський екорегіон тропічних та субтропічних вологих широколистяних лісів, розташований на півдні Тайваню.

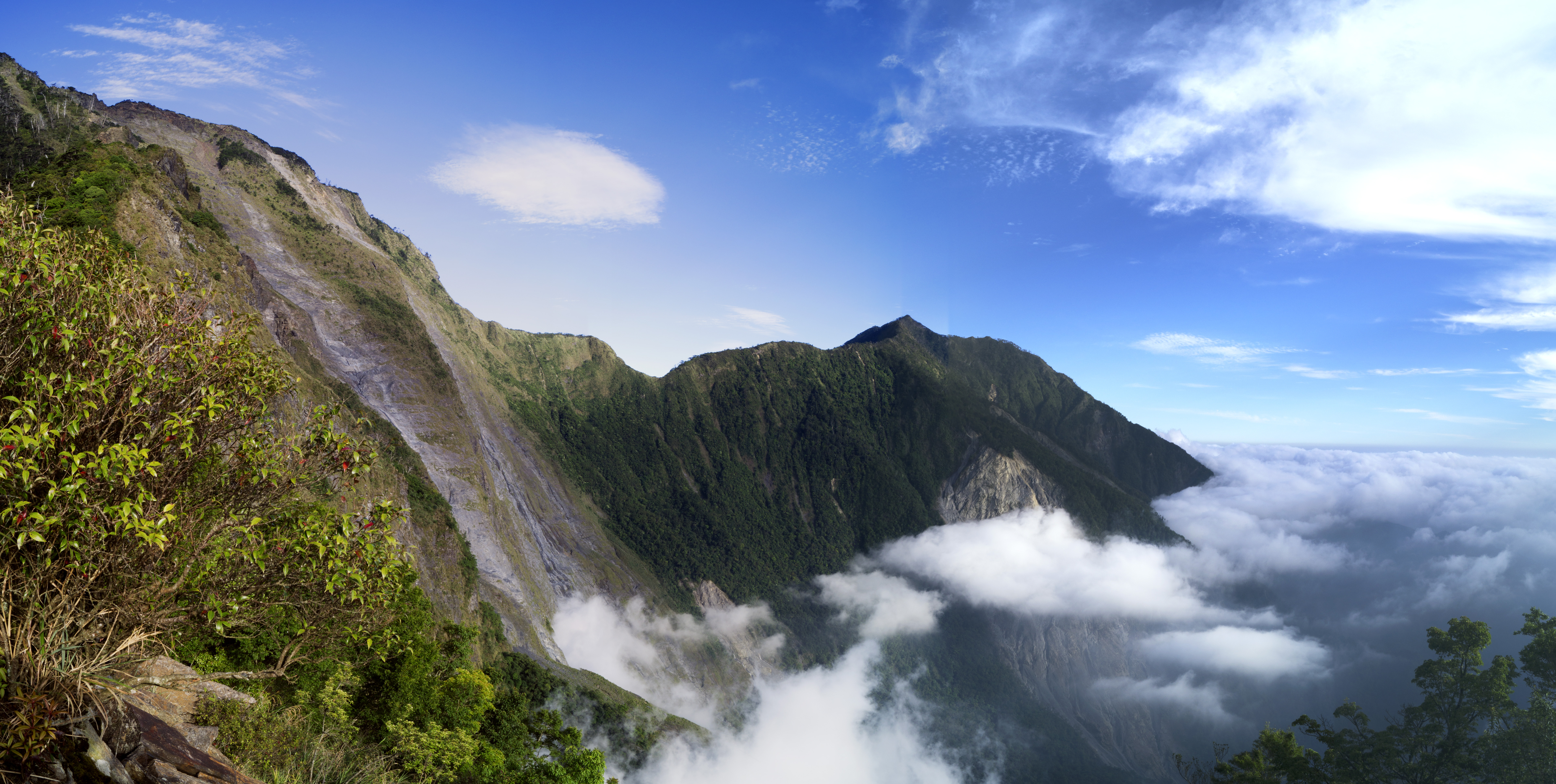
Ландшафт заповідника Природний заповідник Давушань

## Географія
Екорегіон мусонних дощових лісів Південного Тайваню охоплює крайній південь острова Тайвань, розташованого за 200 км на схід від узбережжя Китаю. Західна частина регіону рівнинна, натомість східна частина охоплює високі гірські вершини Хайанського хребта, які є частиною Тайванських гір. Більша частина Тайваню, зокрема його внутрішні гірські райони, належить до екорегіону субтропічних вічнозелених лісів Тайваню.

## Клімат
На більшій частині Південного Тайваню переважає мусонний клімат (Am за класифікацією кліматів Кеппена), який характеризується тим, що середня температура жодного з місяців не опускається нижче 18 °C. Середньорічна кількість опадів становить близько 2600 мм, більшість яких випадає з травня по жовтень, під час сезону мусонів. Влітку та восени в регіоні часто трапляються тайфуни.

## Флора
Основними рослинними угрупованнями екорегіону є мусонні дощові ліси, які за структурою та видовим складом є досить схожими на субтропічні вічнозелені ліси Південного Китаю, поширені в провінціях Гуандун та Гуансі. В гірських тропічних лісах, де випадає більша кількість опадів, і коливання температури є більшими, ніж в рівнинних районах, зустрічаються як вічнозелені дерева, зокрема китайські баньяни (Ficus microcarpa), китайські криптокарії (Cryptocarya chinensis) та семилисті гептафлеруми (Heptapleurum heptaphyllum), так і листопадні дерева, зокрема малабарські бавовняні дерева (Bombax ceiba) та білі сіріси (Albizia procera). 
Серед дерев, що зустрічаються у рівнинних лісах екорегіону, слід відзначити кагаянський мускатник (Myristica cagayanensis), білий птероспермум (Pterospermum niveum), пластинчате хлібне дерево (Artocarpus lamellosus), деревоподібний бадьян (Illicium arborescens), японський кастанопсіс (Castanopsis cuspidata), японський мікротропіс (Microtropis japonica), азійську психотрію (Psychotria asiatica), сизуватий вовчелистник (Daphniphyllum glaucescens), кохінхінський падуб (Ilex cochinchinensis), улайський падуб (Ilex uraiensis), жимолостелистий падуб (Ilex lonicerifolia), семилистий гептафлерум (Heptapleurum heptaphyllum), гонконзьке смердюче дерево (Dysoxylum hongkongense), трійчасту турпінію (Turpinia ternata) та косий лазіантус (Lasianthus obliquinervis).
У прибережних районах на півдні Тайваню зустрічаються мангрові ліси, основу яких складають азійські мангри (Rhizophora mucronata), звичайні канделії (Kandelia candel) та східні мангри (Bruguiera gymnorhiza). Хоча мангрові ліси Тайваню вирізняються меншим видовим різноманіттям, ніж мангрові ліси, поширені в екваторіальних регіонах, вони відіграють важливу екологічну роль у захисті прибережних районів від штормів та у накопиченні осаду, що потрапляє до моря з суходолу. Мангрові зарості є місцем проживання для багатьох риб, ракоподібних та інших тварин, які більше ніде не зустрічаються.

## Фауна
На Тайвані зустрічається понад 60 видів наземних ссавців. Серед ссавців, поширених на півдні Тайваню, слід відзначити формозького замбара (Rusa unicolor swinhoei), тайванського мунтжака (Muntiacus reevesi micrurus), ендемічного тайванського серау (Capricornis swinhoei), тайванську свиню (Sus scrofa taivanus), червоно-білу велетенську летягу (Petaurista alborufus lena), руду велетенську летягу (Petaurista petaurista grandis), китайського зайця (Lepus sinensis), острівного крота (Mogera insularis) та китайського панголіна (Manis pentadactyla). Серед хижих ссавців, що зустрічаються в екорегіоні, слід відзначити бенгальського кота (Prionailurus bengalensis), гімалайську цивету (Paguma larvata), малу цивету (Viverricula indica), мангусту-крабоїда (Urva urva), тайванського колонка (Mustela sibirica davidiana), тайванську харзу (Martes flavigula chrysospila) та ендемічного тайванського харсуна (Melogale subaurantiaca). В горах на північному сході екорегіону зустрічаються дуже рідкісні формозькі білогруді ведмеді (Ursus thibetanus formosanus). Формозькі олені (Cervus nippon taiouanus) в середині XX століття вимерли у дикій природі, однак пізніше були успішно реінтродуковані.
Орнітофауна Тайваню вирізняється високим різноманіттям. Загалом на Тайвані зареєстровано близько 690 видів птахів, з яких понад 30 видів є ендеміками острова. Серед ендемічних птахів, що зустрічаються на півдні Тайваню, слід відзначити тайванського мікадо (Syrmaticus mikado), тайванського лофура (Lophura swinhoii), острівну куріпку (Bambusicola sonorivox), тайванського бородастика (Psilopogon nuchalis), тайванську гуамею (Garrulax taewanus), тайванського куцокрила (Locustella alishanensis), тайванську золотомушку (Regulus goodfellowi), тайванського алікорто (Brachypteryx goodfellowi), вогнисту нільтаву (Niltava vivida), тайванського синьохвоста (Tarsiger johnstoniae), тайванську аренгу (Myophonus insularis), тайванського бюльбюля (Pycnonotus taivanus), тайванську кіту (Urocissa caerulea), тайванську югину (Yuhina brunneiceps), тайванську тимелію-куцохвоста (Pnoepyga formosana), сірощоку альципу (Alcippe morrisonia), чорновусу тимелію-криводзьоба (Erythrogenys erythrocnemis), тайванську тимелію-криводзьоба (Pomatorhinus musicus), тайванську мінлу (Liocichla steerii), тайванську джою (Heterophasia auricularis), рудого тимельовця (Pterorhinus poecilorhynchus), біловусу чагарницю (Trochalopteron morrisonianum), тайванську гаїчку (Sittiparus castaneoventris), тайванську синицю (Machlolophus holsti) та тайванського снігуря (Pyrrhula owstoni).
В прибережних районах Південного Тайваню зимують рідкісні коловодні птахи, зокрема японські кваки (Gorsachius goisagi), охотські коловодники (Tringa guttifer), лопатні (Calidris pygmeus) та малі косарі (Platalea minor).

## Збереження
Оцінка 2017 року показала, що 349 км², або 14 % екорегіону, є заповідними територіями. Природоохоронні території включають: Національний парк Кеньдін, Природний заповідник Даушань та Природний заповідник Сюйхай-Гуаньїньбі (кит.: 旭海-觀音鼻自然保留區).